# トーマス・レッシュ
トーマス・レッシュ（Thomas Letsch、1968年8月26日 - ）は、ドイツ・バーデン＝ヴュルテンベルク州エスリンゲン出身のサッカー指導者。2022年9月よりVfLボーフムで監督を務める。

## 指導者経歴
監督及びコーチとしてドイツの様々なクラブ(VfBオベレスロンゲン/ゼッル、シュトゥットガルト・キッカーズ、FCウニオン・ヘイルブローン、SSVウルム1846、SGゾネンホフ・グロースアスパッハ)を経て2012-13シーズンにレッドブル・ザルツブルクの育成アカデミー部門に着任。そこでU-16とU-18を育成し、2014-15シーズンにリーグ優勝。2013-14シーズンにはアカデミーでの仕事のほか、オーストリア・ブンデスリーガ1部に属するFCレッドブル・ザルツブルクのトップチームのロガー・シュミット監督のもと、コーチも務める。
2015年ペーター・ツァイドラーの後任として、FCリーフェリングの監督に就任。2016年度はオスカル・ガルシアがFCレッドブル・ザルツブルクの監督に就任するが、2015年12月3日、ペーター・ツァイドラーの後任としてウィンターブレイクまで暫定的に監督に就任。SKラピード・ウィーンとの2試合は、引き分けと勝利に導いた。
2017年6月には、ドイツ2部リーグのFCエルツゲビルゲ・アウエの監督に就任。2018年2月、シーズン終了までオーストリア・ブンデスリーガ1部のFKアウストリア・ウィーンの監督に就任。2018年5月13日、1年延長のオプション付きの2020年までの2年契約が発表される。
2020年5月、2020-21シーズンよりオランダ1部のSBVフィテッセの監督を務めることが発表された。2020-21シーズンのオランダ・カップ戦で決勝までチームを導いた。
2022年9月22日、VfLボーフムの監督に就任。